# Eublemma albertlegraini
Eublemma albertlegraini is een vlinder van de familie van de spinneruilen (Erebidae). De wetenschappelijke naam van deze soort is voor het eerst voorgesteld door Hermann Hacker in een publicatie uit 2019. Deze soort is vernoemd naar de Franse entomoloog Albert Legrain.
De soort komt voor in Zuid-Afrika.